# قزل‌تپه بیات

## 
قزل‌تپه بیات، روستایی از توابع بخش مرکزی شهرستان زنجان در استان زنجان ایران است. دره معروف عزت دره سی در این روستا قرار دارد. در بخش شمال روستا تپه ای به رنگ قرمز وجود دارد که بخاطر شهرت رنگ تپه اسم این روستا قزل تپه نامگذاری شده،گرچه طبق داستان های قدیمی نقل شده زمانی در پشت تپه مردمان روستا با استفاده از دیگ سنگ طلا ذوب میکرده به مرور زمان عیار آن کاهش پیدا کرده.

### جمعیت
این روستا در دهستان زنجانرودبالا قرار دارد و براساس سرشماری مرکز آمار ایران در سال ۱۳۸۵، جمعیت آن 350 نفر (150خانوار) بوده‌است.

## افراد سرشناس
عزت الله بیات و خواهر وی بلقیز بیات که اکنون در بستر بیماری می باشد و از تنها بازمانده موسس روستا بوده که در تنهایی زندگی می کند و یکی از زیباترین زنان آن روستا بوده که اقدام به ساختن مجسمه وی در مرکز روستا خواخد شد صاحب قدیمی عزت دره سی از افراد سرشناس این روستا بوده‌است.